# ブルームフォンテーン協定
ブルームフォンテーン協定（ブルームフォンテーンきょうてい、英語: Bloemfontein Convention）は、イギリスとボーア人の間で1854年に成立した協定。イギリスがボーア人国家であるオレンジ自由国を承認した。オレンジ川協定（英語:Orange River Convention）とも称される。

## 概要
1815年のウィーン議定書によって、ケープ植民地はオランダ領からイギリス領になることが定められた。その後、現地のオランダ系移民（ボーア人）は、イギリスの統治政策に対する反発などから、1830年代に「グレート・トレック（内陸大移動）」と称される集団移住を開始させた。移住先を「無主の地」と考えたボーア人は独自の政府を樹立するが、イギリスはこれらをケープ植民地の支配下におこうとして武力衝突へと至った。結局、イギリスはボーア人や先住民の抵抗を前にして、さらなる植民地拡大に伴う財政負担を考え、ボーア人との協定を結んだ。まず、1852年にヴァール川以北のボーア人と「サンド・リバー協定」を結び、トランスヴァール共和国の成立を認め、その後1854年にブルームフォンテーンで協定が成立し、ヴァール川以南、オレンジ川以北の地域でオレンジ自由国が成立することを認めた。